# Зірки зустрічаються в Москві (фільм)
«Зірки зустрічаються в Москві» (рос. Звёзды встречаются в Москве) — повнометражний художньо-документальний кінонарис режисерів Василя Катаняна та Володимира Бичкова про перший Московський міжнародний кінофестиваль, що проходив у серпні 1959 року.

## Зміст
Про роботу одного з найбільших кінофестивалів світу, про учасників і гостей — радянських і зарубіжних акторів, режисерів, що приїхали на кінофорум, про теплі зустрічі з колегами і глядачами. Включені фрагменти кінофільмів з конкурсної програми, зокрема «Ночі Кабірії» Ф. Фелліні.
Під час зустрічі зарубіжних гостей на площі перед кіностудією «Мосфільм» Людмила Гурченко та Марк Бернес виконують вітальну «Пісеньку-імпровізацію».

## У ролях
- Володимир Гуляєв
- Марк Бернес
- Людмила Гурченко

## Знімальна група
- Сценаристи:
  - Семен Нагорний
  - Йосип Склют
- Режисери-постановники:
  - Василь Катанян
  - Володимир Бичков
- Оператор:
  - Лев Михайлов
  - Павло Русанов
  - Георгій Сєров
- Художники:
  - М. Артамонов
  - Костянтин Савицький
  - Михайло Морозов

## Прем'єра
- Москва, Будинок кіно - 15.11 і 29.11 1959
- Ленінград - 13.12.1959